# 韦斯特罗斯
韦斯特罗斯（瑞典語發音：[vɛstɛrˈoːs] ⓘ）是瑞典中部的一个城市，也是西曼兰省首府。韦斯特罗斯位于梅拉伦湖畔，斯德哥尔摩往西100公里处。2018年人口达到15万人。

## 歷史
韋斯特羅斯的名稱源自於「Västra Aros」，意思是西阿羅斯，最早在13世紀中葉亦被記錄為「Westraarus」。在更古老的文獻中，這座城市通常被簡稱為「Aros」，意思為「河口」，但名稱添加了「Västra」以便與烏普薩拉的前稱「Östra Aros」區分開來。韋斯特羅斯的名稱反映了它位於梅拉倫湖斯瓦坦河河口的位置。